# Heliconius burneyi
Espèce
Heliconius burneyi est un insecte lépidoptère appartenant à la famille des Nymphalidae, à la sous-famille des Heliconiinae et au genre Heliconius.

## Description
C'est un papillon aux ailes allongées et arrondies de couleur marron et orange. Les ailes antérieures ont une partie basale orange ou rouge suivant les sous-espèces et le reste marron orné de quelques taches jaune pâle. Les ailes postérieures sont marron avec des lignes orange ou rouge allant de la base jusqu'à la marge chez certaines sous-espèces.
Le revers est semblable, marron avec les mêmes taches jaune pâle mais une coloration orange limitée à quelques traits à la base des antérieures et de la base à marge des postérieures. d'une envergure d'environ 78 mm.

### Chenilles
La chenille est de couleur marron et noir avec une tête noire et des cornes jaunes.

## Biologie
Heliconius burneyi

### Plantes hôtes
Les plantes hôtes de sa chenille sont des Astrophea et Distephana (Passifloraceae). 

## Écologie et distribution
Il réside en Guyane, Guyana, au Surinam, Venezuela, Colombie, Bolivie, au Brésil et au Pérou.

### Biotope
Il réside dans la forêt tropicale amazonienne.

## Systématique
L'espèce Heliconius burneyi a été décrite par l'entomologiste allemand Jacob Hübner en 1831 sous le nom initial de Migonitis burneyi.

### Synonymie
- Migonitis burneyi Hübner, [1831] protonyme
- Heliconius burneyi var jeanneae Boullet & Le Cerf, 1909
- Heliconius burneyi f oberthüri Boullet & Le Cerf, 1909 (preocc. Riffarth, 1903)
- Heliconius burneyi f roseni Krüger, 1928

### Noms vernaculaires
Il se nomme Burney's Longwing en anglais.

## Taxinomie
Sous-espèces
- Heliconius burneyi burneyi ; présent en Guyane.
- Heliconius burneyi ada Neustetter, 1925 ; présent au Brésil
- Heliconius burneyi anjae Neukirchen, 1995 ; présent au Brésil
- Heliconius burneyi boliviensis Neukirchen, 1995 ; présent en Bolivie.
- Heliconius burneyi catharinae Staudinger 1885; présent au Brésil, et en Guyane.

Synonymie pour cette sous-espèce 
Heliconius burneyi serpensis Kaye, 1919
Heliconius burneyi f. catharinae ab. vitiosa Krüger, 1933
Heliconius burneyi f. miraculosa Kotzsch, 1936
- Heliconius burneyi huebneri Staudinger, 1897 ; présent au Pérou
- Heliconius burneyi jamesi Neukirchen, 1995 ; présent au Pérou
- Heliconius burneyi koenigi Neukirchen, 1995 ; présent au Pérou
- Heliconius burneyi lindigii C. & R. Felder, 1865 ; présent en Colombie.
- Heliconius burneyi skinneri Brown & Fernández, 1985 ; présent au Venezuela.

Il existe un hybride Heliconius burneyi serpentis ( Heliconius burneyi burneyix Heliconius burneyi catharinae)